# Honi Soit
Honi Soit è un album discografico in studio del musicista gallese John Cale, pubblicato nel febbraio del 1981. I brani del disco furono registrati (e mixati) al CBS Studios ed al Media Sound di New York City, New York (Stati Uniti).

## Il disco
Il titolo del disco è un'abbreviazione della frase in lingua francese Honi soit qui mal y pense (tradotto "Sia vituperato chi ne pensa male"), motto dell'Ordine della Giarrettiera britannico.
La copertina è stata curata da Andy Warhol.
Il brano Streets of Laredo è una canzone tradizionale, riarrangiata da Cale.

## Tracce
Brani composti da John Cale, eccetto dove indicato
Lato A
1. Dead or Alive – 3:51
2. Strange Times in Casablanca – 4:13
3. Fighter Pilot – 3:10
4. Wilson Joliet – 4:23
5. Streets of Laredo – 3:34 (Tradizionale, arrangiamento di John Cale)

Lato B
1. Honi Soit (La Première Leçon de Français) – 3:20
2. Riverbank – 6:26
3. Russian Roulette – 5:15
4. Magic & Lies – 3:26

## Formazione
- John Cale - voce, tastiera, chitarra, viola
- James Goodwin - tastiera, cori, sintetizzatore
- Peter Muny - basso, cori
- Robert Medici - batteria, cori
- Sturgis Nikides - chitarra, cori
- John Gatchell - tromba
- Bomberettes (Mo-dettes) - cori (brano: Fighter Pilot)